# Badaling (köping)
Badaling (kinesiska: 八达岭) är en köping i Kina. Den ligger i stadsdistriket Yanqing i Pekings storstadsområde, i den nordöstra delen av landet, 60 km nordväst om stadskärnan. Badaling är känd för sektionen Badaling av Kinesiska muren som passar precis söder om köpingen.
Antalet invånare är 8 094. Befolkningen består av 3 796 kvinnor och 4 298 män. Barn under 15 år utgör 11,0 %, vuxna 15-64 år 78 %, och äldre över 65 år 9,0 %.